# Edificio Petroperú
El Edificio Petroperú es un edificio ubicado en el distrito de San Isidro en la ciudad de Lima, capital del Perú. Es la sede en Lima de la empresa de propiedad del Estado peruano y de derecho privado dedicada al transporte, refinación,  distribución y la comercialización de combustibles y otros productos derivados del petróleo en el Perú.
Se levanta en la intersección de Luis Bedoya Reyes con la avenida Canaval y Moreyra. El edificio fue diseñado por los arquitectos Daniel Arana Ríos y Walter Weberhofer, fue iniciado en 1970 e inaugurado en 1973 y fue uno de los edificios más altos de la ciudad. Tiene veintidós pisos y tres sótanos además de contar con un helipuerto en la cima y se incribe dentro del estilo arquitectónico conocido como brutalismo.
El edificio aloja varias oficinas públicas, así como al Ministerio de Vivienda, Construcción y Saneamiento del Perú, la Agencia de Promoción de la Inversión Privada y varias galerías de arte.